# Stop kodon
U genetičkom kodu, stop kodon (ili kodon terminacije) je nukleotidni triplet unutar informacione RNK koji označava terminaciju translacije. Većina kodona u informacionoj RNK označava aminokiseline, od kojih se formira protein. Stop kodoni signaliziraju terminaciju sinteze proteina putem vezivanja faktora otpuštanja. Oni uzrokuje disocijaciju ribozomalne podjedinice sa aminokiselinskog lanca.
U standardnom genetičkom kodu postoje sledeći stop kodoni: 
- u RNK:
  - UAG
  - UAA
  - UGA
- u DNK:
  - TAG
  - TAA
  - TGA

UGA kodon je nedavno identifikovan kao kodon koji kodira selenocistein (Sec). Ta aminokiselina je nađena u više selenoproteina. Ona je locirana u aktivnom mestu tih proteina. Transkripcija tog kodona omogućena blizinom SECIS elementa (SElenoCisteinska Inkorporaciona Sekvenca).
UAG kodon se može translirati u pirolizin na sličan način.